# Khởi nghĩa Khmelnytsky
Khởi nghĩa Khmelnytsky, còn gọi là Chiến tranh Cossack–Ba Lan, Khởi nghĩa Chmielnicki, cuộc nổi dậy Khmelnytsky, là một cuộc nổi loạn của người Cossack diễn ra từ năm 1648 đến năm 1657 trên các lãnh thổ miền đông của Thịnh vượng chung Ba Lan–Litva, dẫn đến việc thành lập Quốc gia hetman Cossack tại Ukraina. Dưới quyền chỉ huy của Hetman Bohdan Khmelnytsky, người Cossack Zaporozhia liên minh với người Tatar Krym và nông dân Ukraina địa phương, chống lại sự thống trị của Ba Lan và quân Thịnh vượng chung. Cuộc nổi dậy đi kèm với những hành động tàn bạo hàng loạt của người Cossack chống lại thường dân, đặc biệt là chống lại các giáo sĩ Công giáo La Mã và người Do Thái, cũng như  các cuộc trả thù dã man của Jeremi Wiśniowiecki, voivode của tỉnh Ruthenia.:355
Cuộc khởi nghĩa có ý nghĩa biểu tượng trong lịch sử quan hệ của Ukraina với Ba Lan và Nga. Sự kiện này chấm dứt sự thống trị của các szlachta Công giáo Ba Lan đối với cư dân Chính thống giáo Ukraina; đồng thời cuối cùng dẫn đến hợp nhất miền đông Ukraina vào nước Nga Sa hoàng theo Thỏa thuận Pereiaslav năm 1654, theo đó người Cossack thề trung thành với sa hoàng trong khi vẫn giữ một mức độ tự trị rộng rãi. Kết quả thành công của cuộc khởi nghĩa góp phần kết thúc thời kỳ Hoàng kim của Ba Lan, thuộc giai đoạn Đại hồng thủy.

## Bối cảnh

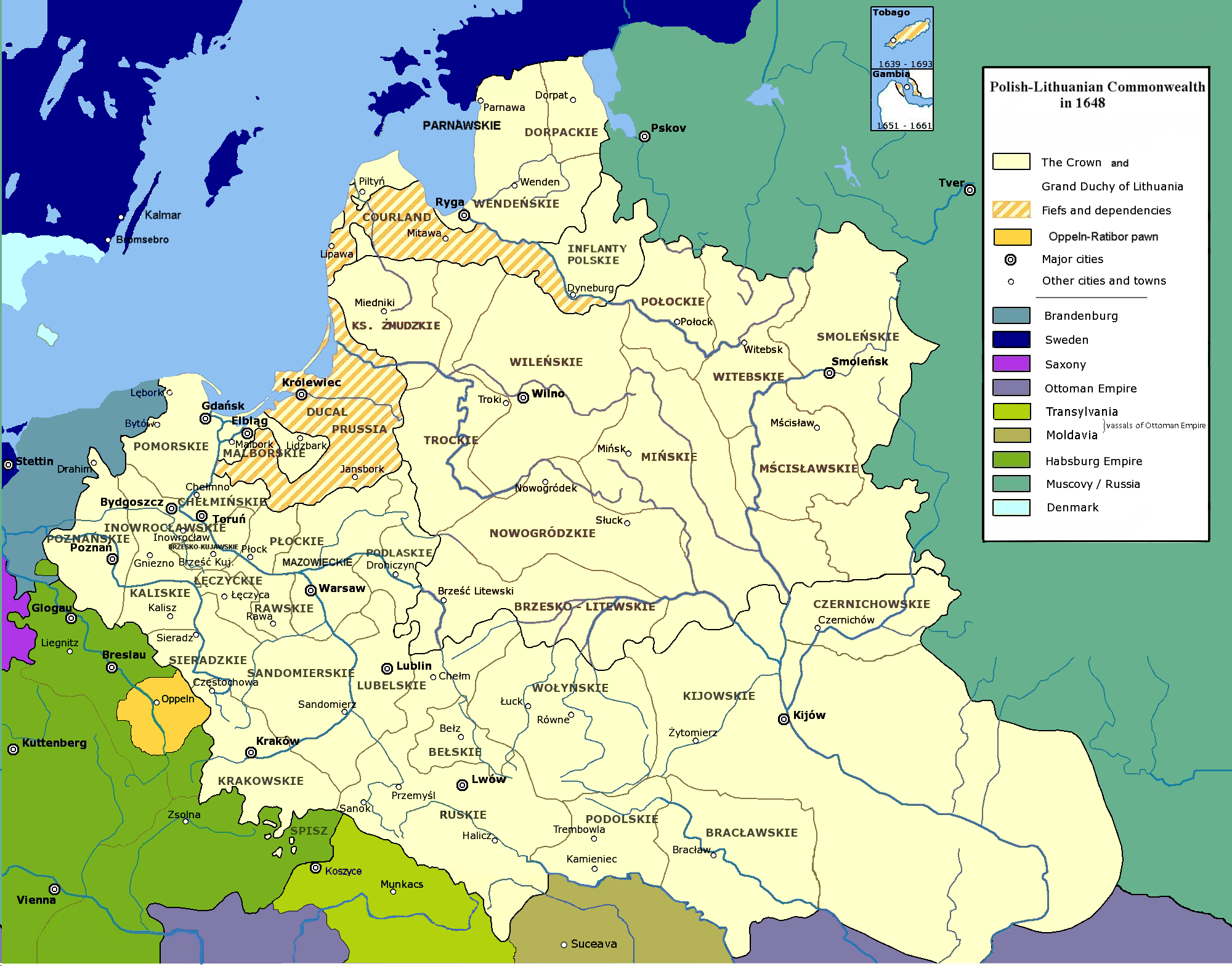
Bản đồ Thịnh vượng chung Ba Lan–Litva năm 1648

Năm 1569, Liên minh Lublin trao các tỉnh miền nam Ruthenia do Litva kiểm soát, là Volhynia, Podolia, Bracław và Kyiv cho Lãnh địa vương miện Ba Lan theo thỏa thuận hình thành Thịnh vượng chung Ba Lan–Litva mới. Vương quốc Ba Lan vốn đã kiểm soát một số vùng đất Ruthenia, gồm các tỉnh Lviv và Belz. Vùng đất được kết hợp này sẽ tạo thành miền Tiểu Ba Lan thuộc Lãnh địa vương miện của Vương quốc Ba Lan. Mặc dù giới quý tộc địa phương được trao đầy đủ quyền lợi trong Rzeczpospolita, việc họ đồng hóa vào văn hóa Ba Lan đã khiến họ xa lánh các tầng lớp thấp hơn. Điều này đặc biệt quan trọng đối với các gia tộc quyền lực và ảnh hưởng truyền thống có nguồn gốc Ruthenia, trong số đó là Wiśniowiecki, Czartoryski, Ostrogski, Sanguszko, Zbaraski, Korecki và Zasławski, những người thậm chí còn có được nhiều quyền lực hơn và có thể thu thập nhiều đất đai hơn, tạo thành latifundium (vùng đất tư hữu rất rộng). Những szlachta này, cùng với hành động của các đại quý tộc Ba Lan thượng lưu, đã đàn áp những người Ruthenia thuộc tầng lớp hạ lưu, đi cùng là đưa vào các hoạt động truyền giáo Phản Cải cách và việc sử dụng những người thu thuế Do Thái để quản lý tài sản của họ.
Các truyền thống Chính thống giáo địa phương cũng bị ảnh hưởng từ việc Đại công quốc Moskva đảm nhận quyền lực giáo hội vào năm 1448. Nhà nước Nga đang phát triển tại phía bắc đã tìm cách giành lấy các vùng đất phía nam của Kiev Rus' khi xưa, và đến khi Constantinople thất thủ thì quá trình này đã bắt đầu bằng việc nhấn mạnh rằng Giám mục đô thành Moskva và Toàn Rus′ lúc này là thủ lĩnh của Giáo hội Chính thống giáo Nga.
Áp lực của chủ nghĩa bành trướng Công giáo lên đến đỉnh điểm với Liên minh Brest vào năm 1596, theo đó cố gắng duy trì quyền tự trị của các nhà thờ Chính thống giáo Đông phương tại Ukraina, Ba Lan và Belarus ngày nay bằng cách liên kết với Giám mục Roma. Nhiều người Cossack cũng chống lại Giáo hội Phái Hợp nhất. Trong khi tất cả mọi người không đoàn kết dưới một giáo hội, thì các khái niệm về quyền tự trị đã ăn sâu vào ý thức của khu vực và có hiệu lực trong chiến dịch quân sự của Bohdan Khmelnytsky.

## Vai trò của Khmelnytsky

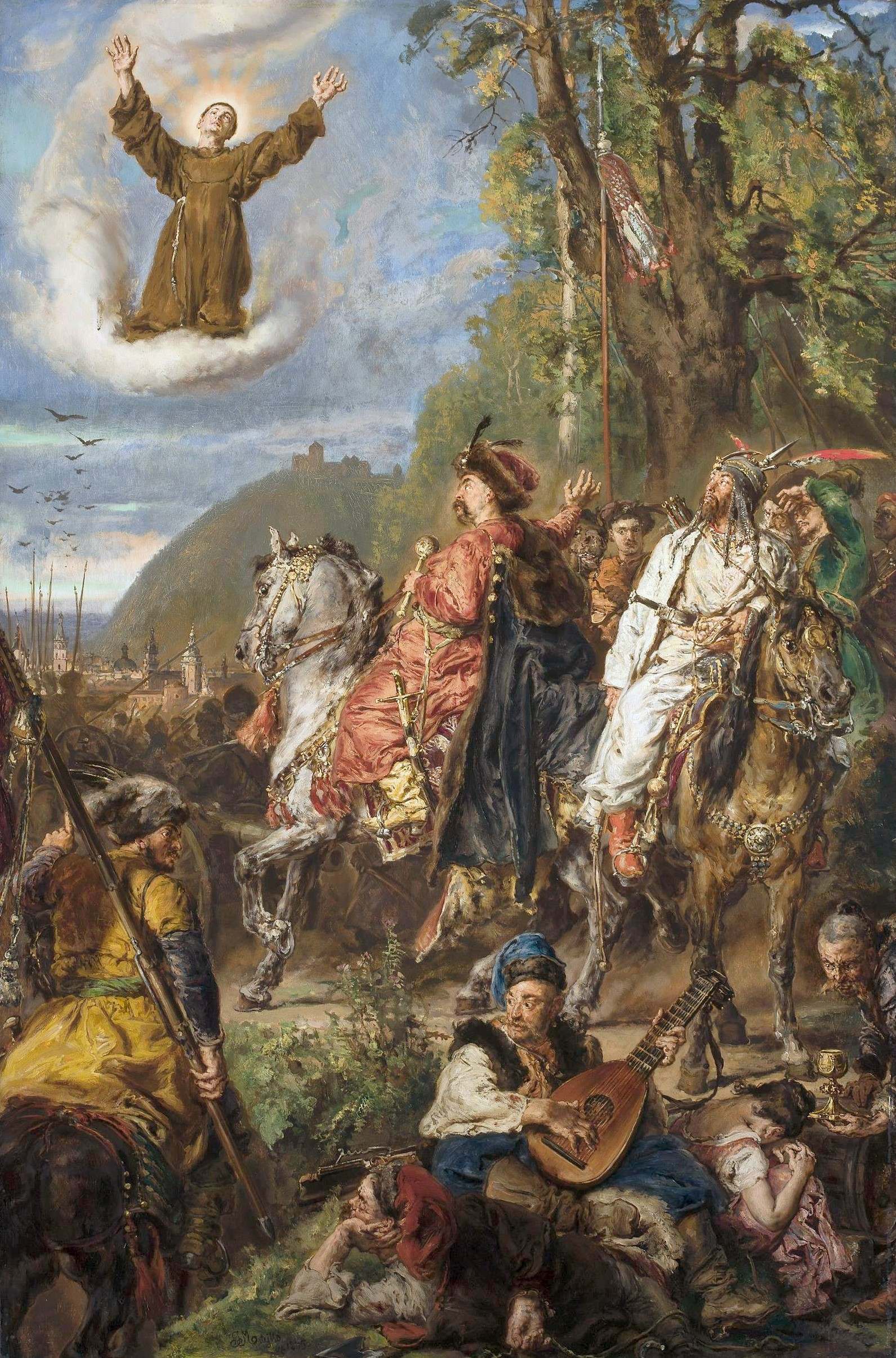
Bohdan Khmelnytsky với Tugay Bey tại Lviv, tranh sơn dầu của Jan Matejko, 1885, Bảo tàng quốc gia tại Warszawa.

Bohdan Khmelnytsky sinh ra trong một gia đình quý tộc, theo học một trường Dòng Tên, có lẽ là tại Lviv. Ở tuổi 22, ông cùng cha phục vụ cho Thịnh vượng chung, chiến đấu chống lại Đế quốc Ottoman trong các cuộc chiến tranh đại quý tộc Moldavia. Sau khi bị giam giữ tại Constantinople, ông trở về quê với tư cách là một "người Cossack ghi danh", định cư tại khutor Subotiv của mình cùng với vợ con. Ông tham gia vào các chiến dịch cho Đại Hetman vương miện Stanisław Koniecpolski, dẫn đầu các phái đoàn đến gặp Quốc vương Władysław IV Vasa ở Warszawa và thường được kính trọng trong hàng ngũ Cossack. Tuy nhiên, cuộc đời ông thay đổi khi Aleksander Koniecpolski, người thừa kế tài sản đại quý tộc của hetman Koniecpolski, cố gắng chiếm đất của Khmelnytsky. Năm 1647, người đứng đầu chính quyền hoàng gia địa phương là Daniel Czapliński bắt đầu công khai quấy rối Khmelnytsky thay mặt cho Koniecpolski con nhằm buộc ông rời khỏi đất đai. Trong hai lần, Subotiv bị đột kích, trong đó có thiệt hại đáng kể về tài sản và con trai ông là Yurii bị đánh đập thậm tệ, cho đến khi Khmelnytsky chuyển gia đình đến nhà một người họ hàng tại Chyhyryn. Ông hai lần tìm kiếm sự giúp đỡ từ quốc vương bằng cách đi đến Warszawa, nhưng quốc vương không sẵn lòng hoặc bất lực để đối đầu trước ý chí của một đại quý tộc.
Không nhận được sự hỗ trợ từ các quan chức Ba Lan, Khmelnytsky quay sang những người bạn và cấp dưới Cossack của mình. Vụ việc một người Cossack bị người Ba Lan đối xử bất công đã nhận được rất nhiều sự ủng hộ không chỉ trong trung đoàn của ông mà còn trên khắp Sich. Trong suốt mùa thu năm 1647, Khmelnytsky đi hết trung đoàn này đến trung đoàn khác và có nhiều cuộc tham vấn với các thủ lĩnh Cossack khác nhau trên khắp Ukraina. Hoạt động của ông khiến chính quyền Ba Lan vốn đã quen với các cuộc nổi dậy của người Cossack trở nên nghi ngờ, và ông đã bị bắt giữ ngay lập tức. Polkovnyk (thượng tá) Mykhailo Krychevsky đã giúp Khmelnytsky trốn thoát, và cùng với một nhóm những người ủng hộ, ông tiến đến Sich Zaporozhia.
Người Cossack đang ở trên bờ vực một cuộc nổi dậy mới khi Sejm hủy bỏ kế hoạch chiến tranh mới với Đế quốc Ottoman do Quốc vương Ba Lan Władysław IV Vasa đề xuất. Người Cossack đang chuẩn bị nối lại các cuộc tấn công có tính truyền thống và sinh lợi của họ vào Đế quốc Ottoman (vào đầu thế kỷ 17, họ đã đột kích vào bờ Biển Đen gần như hàng năm), vì vậy họ vô cùng phẫn nộ khi bị các hiệp ước hòa bình ngăn cản các hoạt động cướp biển. Những tin đồn nói về sự thù địch nổi lên với "những kẻ ngoại đạo" được đón nhận một cách vui vẻ, còn tin tức rằng sẽ không có cuộc đột kích nào thì bùng nổ.
Tuy nhiên, cuộc khởi nghĩa của người Cossack có thể đã thất bại giống như các cuộc nổi dậy lớn năm 1637–1638 nếu không có các chiến lược của Khmelnytsky. Tham gia vào cuộc khởi nghĩa năm 1637, ông nhận ra rằng người Cossack mặc dù có bộ binh xuất sắc nhưng không thể hy vọng sánh được với kỵ binh Ba Lan, là lực lượng có thể là tốt nhất tại châu Âu vào thời điểm đó. Tuy nhiên, việc kết hợp bộ binh Cossack với kỵ binh Tatar Krym có thể tạo ra một lực lượng quân sự cân bằng và tạo cơ hội cho người Cossack đánh bại quân Ba Lan.

## Bắt đầu
Vào ngày 25 tháng 1 năm 1648, Khmelnytsky mang theo một đội gồm 400–500 người Cossack đến Sich Zaporizhia và nhanh chóng giết chết những lính canh do Thịnh vượng chung giao nhiệm vụ bảo vệ lối vào. Khi ở Sich, tài hùng biện và ngoại giao của ông đã gây ấn tượng mạnh với những người Ruthenia bị áp bức. Khi quân của ông đẩy lùi nỗ lực chiếm lại Sich của quân Thịnh vượng chung, nhiều tân binh đã tham gia vào đại nghiệp của ông. Rada Cossack bầu ông làm Hetman vào cuối tháng. Khmelnytsky dồn phần lớn nguồn lực của mình vào việc chiêu mộ thêm nhiều chiến binh. Ông cử sứ giả đến Krym, kêu gọi người Tatar tham gia cùng ông trong một cuộc tấn công tiềm năng chống lại kẻ thù chung của họ là Thịnh vượng chung Ba Lan-Litva.

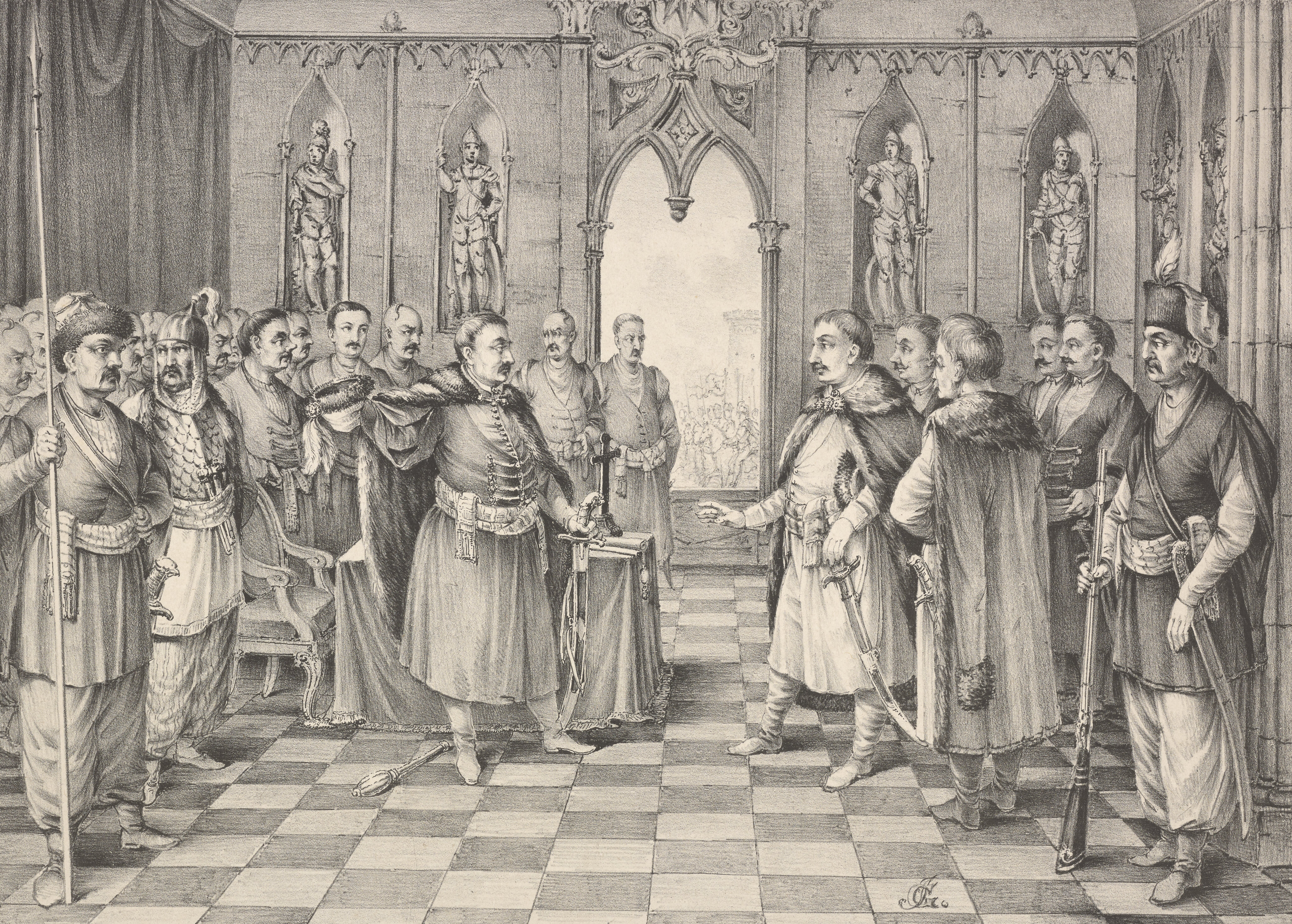
Khmelnitsky tiếp đón phái viên của Jan Kazimierz tại Zamość.

Đến tháng 4 năm 1648, tin tức về một cuộc khởi nghĩa lan rộng khắp Thịnh vượng chung. Hoặc vì họ đánh giá thấp quy mô của cuộc khởi nghĩa, hoặc vì họ muốn hành động nhanh chóng để ngăn chặn nó lan rộng, Đại Hetman vương miện của Thịnh vượng chung là Mikołaj Potocki và Hetman vương miện chiến trường là Marcin Kalinowski cử 3.000 binh sĩ dưới quyền chỉ huy của con trai Potocki là Stefan, hướng về Khmelnytsky, mà không cần chờ đợi để tập hợp lực lượng bổ sung từ Thân vương Jeremi Wiśniowiecki. Khmelnytsky sắp xếp hàng ngũ và đối đầu kẻ địch của mình trong trận Zhovti Vody. Trong trận này có một số lượng đáng kể "người Cossack ghi danh" đào ngũ trên chiến trường, họ thay đổi lòng trung thành từ Thịnh vượng chung sang phía Khmelnytsky. Không lâu sau chiến thắng này của ông, quân Thịnh vượng chung lại thất bại trong trận Korsuń, khi cả Potocki cha và Kalinowski bị người Tatar bắt và giam cầm.
Ngoài việc mất đi các lực lượng quan trọng và lãnh đạo quân sự, nhà nước Ba Lan còn mất đi Quốc vương Władysław IV Vasa, người qua đời vào năm 1648, khiến Vương quốc Ba Lan không có người lãnh đạo và rơi vào tình trạng hỗn loạn vào thời điểm nổi loạn. Tầng lớp szlachta chạy trốn khỏi những người nông dân, dinh thự và điền trang của họ ở trong biển lửa. Trong khi đó, quân của Khmelnytsky hành quân về phía tây.
Khmelnytsky cho quân của mình dừng tại Bila Tserkva và đưa ra một danh sách các yêu cầu đối với Hoàng gia Ba Lan, bao gồm việc tăng số lượng "người Cossack ghi danh", trả lại các nhà thờ đã lấy từ tay các tín đồ Chính thống giáo và trả lương cho người Cossack, số tiền đã bị giữ lại trong 5 năm.
Tin tức về các cuộc khởi nghĩa của nông dân giờ đây khiến một nhà quý tộc như Khmelnytsky lo lắng; tuy nhiên, sau khi thảo luận về thông tin thu thập được trên khắp đất nước với các cố vấn của mình, ban lãnh đạo Cossack sớm nhận ra tiềm năng giành quyền tự trị là điều có thể xảy ra. Mặc dù sự oán giận cá nhân của Khmelnytsky đối với szlachta và đại quý tộc đã ảnh hưởng đến việc ông chuyển đổi thành một nhà cách mạng, nhưng chính tham vọng trở thành người cai trị một quốc gia Ruthenia của ông đã mở rộng cuộc khởi nghĩa từ một cuộc nổi loạn đơn thuần thành một phong trào dân tộc. Khmelnytsky cử quân của mình tham gia một cuộc nổi dậy của nông dân trong trận Pyliavtsi, giáng một đòn khủng khiếp khác vào quân Ba Lan đã suy yếu và kiệt quệ.
Theo một số nguồn tin, Khmelnytsky đã bị thuyết phục không bao vây Lviv, để đổi lấy 200.000 gulden đỏ, nhưng Hrushevsky nói rằng Khmelnytsky thực sự đã bao vây thị trấn trong khoảng hai tuần. Sau khi lấy được tiền chuộc, ông chuyển đến bao vây Zamość, đến lúc ông nghe tin về cuộc bầu chọn quốc vương Ba Lan mới là Jan Kazimierz II, là người mà Khmelnytsky ủng hộ. Theo Hrushevsky thì Jan Kazimierz II gửi cho Khmelnytsky một bức thư, trong đó thông tin cho thủ lĩnh Cossack về việc mình được bầu và đảm bảo rằng sẽ trao cho người Cossack và toàn thể các tín đồ Chính thống giáo các đặc quyền khác nhau. Quốc vương yêu cầu Khmelnytsky dừng chiến dịch và chờ đợi phái đoàn hoàng gia. Khmelnytsky trả lời rằng ông sẽ tuân theo yêu cầu của quốc vương và sau đó quay trở lại. Ông đã tiến quân chiến thắng vào Kyiv vào Ngày Giáng sinh năm 1648, và ông được ca ngợi là "Moses, vị cứu tinh, Chúa cứu thế và người giải phóng nhân dân khỏi sự giam hãm của người Ba Lan... nhà cai trị lừng lẫy của Rus".
Vào tháng 2 năm 1649, trong các cuộc đàm phán với một phái đoàn Ba Lan do nhà quý tộc Adam Kysil đứng đầu tại Pereiaslav, Khmelnytsky tuyên bố rằng ông là "nhà độc tài duy nhất của Rus" và rằng ông có "đủ quyền lực tại Ukraina, Podolia và Volyn ... trên vùng đất và thân vương quốc của ông kéo dài đến tận Lviv, Chełm và Halych". Các phái viên Ba Lan thấy rõ rằng Khmelnytsky đã tự định vị mình không còn đơn thuần là một nhà lãnh đạo của người Cossack Zaporozhia mà là của một quốc gia độc lập và tuyên bố yêu sách của mình đối với di sản của Rus'.

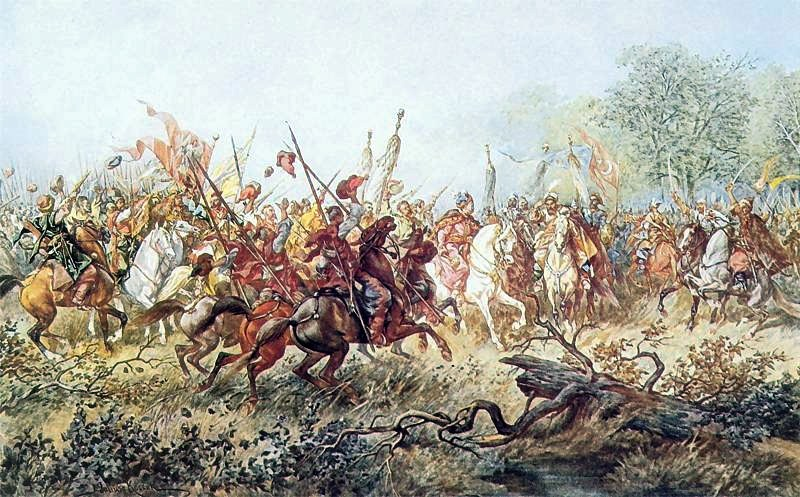
Cuộc hội ngộ giữa Bohdan Khmelnytsky với Tugay Bey của Juliusz Kossak.

Một bài ca tụng tại Vilnius để vinh danh Khmelnytsky (1650–1651) đã giải thích điều đó: "Khi ở Ba Lan, đó là Quốc vương Jan II Kazimierz Waza, ở Rus, đó là Hetman Bohdan Khmelnytsky".
Sau trận Zbarazh và trận Zboriv, Khmelnytsky giành được nhiều đặc quyền cho người Cossack theo Hiệp định Zboriv. Tuy nhiên, khi chiến sự tiếp tục, quân của ông phải chịu một thất bại nặng nề vào năm 1651 trong trận Berestechko, được cho là một trong những trận chiến trên bộ lớn nhất của thế kỷ 17, và họ bị đồng minh cũ của mình là người Tatar Krym bỏ rơi. Trong trận Bila Tserkva, họ buộc phải chấp nhận Hiệp định Bila Tserkva. Một năm sau, vào năm 1652, người Cossack trả thù trong trận Batih, khi đó Khmelnytsky ra lệnh cho người Cossack giết tất cả tù nhân Ba Lan và trả tiền cho người Tatar để sở hữu tù nhân, một sự kiện được gọi là vụ thảm sát Batih.
Tuy nhiên, thương vong to lớn mà quân Cossack phải gánh chịu tại Berestechko đã khiến ý tưởng thành lập một quốc gia độc lập không thể thực hiện được. Khmelnytsky phải quyết định nên nằm dưới ảnh hưởng của Ba Lan-Litva hay liên minh với Nga.

## Vai trò của người Tatar
Người Tatar của Hãn quốc Krym, khi đó là một nước chư hầu của Đế quốc Ottoman, đã tham gia vào cuộc khởi nghĩa, coi đây là nguồn cung cấp tù binh để buôn bán. Các cuộc đột kích bắt nô lệ đã đưa một lượng lớn tù nhân đến các chợ nô lệ ở Krym vào thời điểm của cuộc nổi dậy. Người Do Thái Ottoman đã quyên tiền để thực hiện nỗ lực trả tiền chuộc có phối hợp nhằm giành lại tự do cho đồng tộc của họ.

## Hậu quả

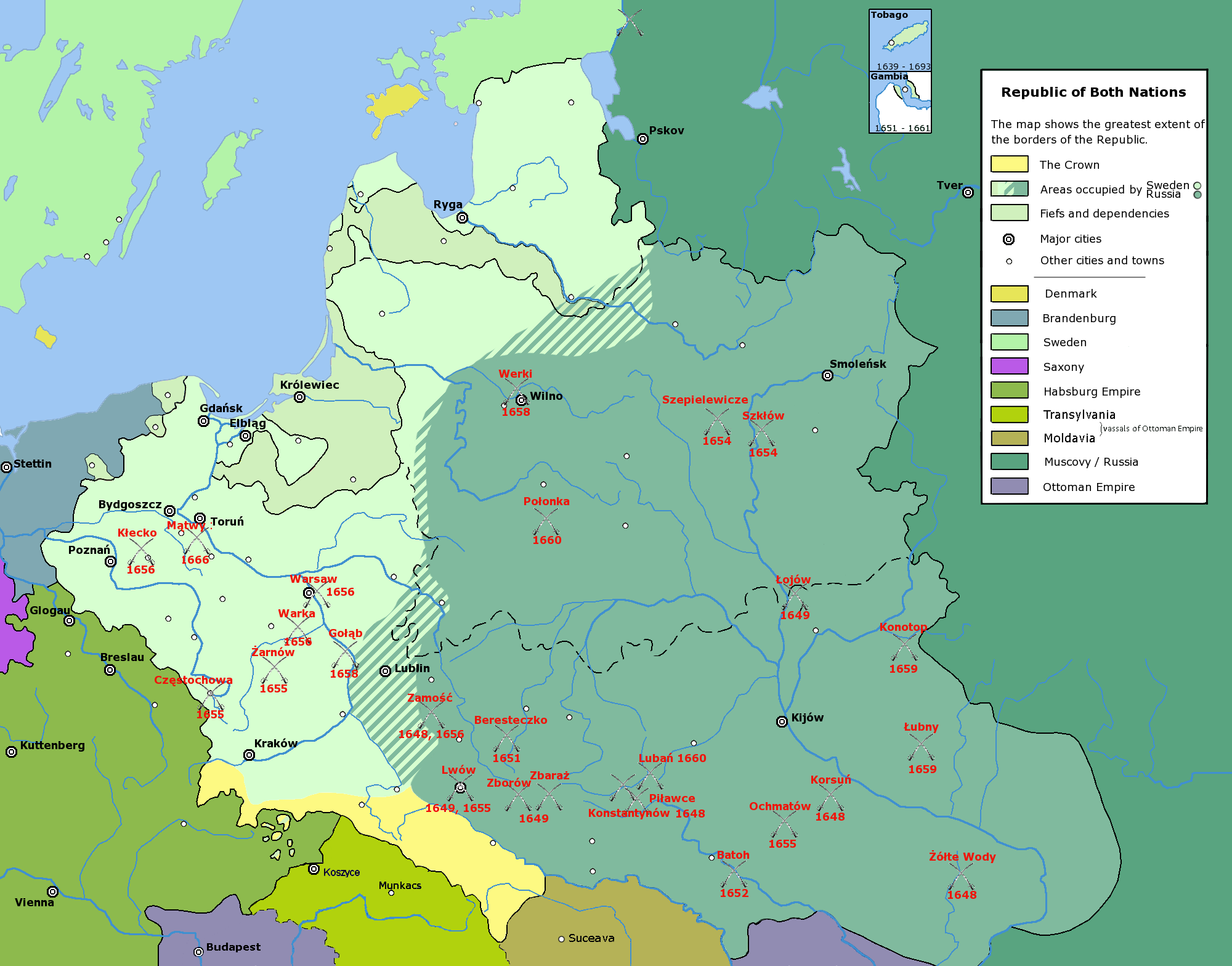
Chiến tranh Nga-Ba Lan và Chiến tranh Phương Bắc lần hai làm giảm phạm vi kiểm soát của Ba Lan-Litva.

Trong vòng vài tháng, gần như tất cả các quý tộc, quan chức và linh mục Ba Lan đã bị tiêu diệt hoặc đuổi khỏi vùng đất Ukraina ngày nay. Tổn thất dân số của Thịnh vượng chung trong cuộc khởi nghĩa vượt quá một triệu người. Ngoài ra, người Do Thái chịu tổn thất đáng kể vì họ là những đại diện đông đảo và dễ tiếp cận nhất của chế độ szlachta.
Cuộc khởi nghĩa bắt đầu một thời kỳ trong lịch sử Ba Lan được gọi là Đại hồng thủy (bao gồm cuộc xâm lược của Thụy Điển vào Thịnh vượng chung trong Chiến tranh phương Bắc lần hai 1655–1660), tạm thời giải phóng người Ukraina khỏi ách thống trị của Ba Lan nhưng trong một thời gian ngắn sau họ lại phải chịu lệ thuộc vào Nga. Do suy yếu vì chiến tranh, năm 1654 Khmelnytsky thuyết phục người Cossack liên minh với sa hoàng Nga trong Hiệp định Pereyaslav, dẫn đến Chiến tranh Nga-Ba Lan (1654–1667). Khi Ba Lan–Litva và Nga ký Hòa ước Vilna và đồng ý về một liên minh chống Thụy Điển vào năm 1657, người Cossack của Khmelnytsky thay vào đó ủng hộ các đồng minh Transylvania của Thụy Điển xâm lược vào Thịnh vượng chung.
Mặc dù Thịnh vượng chung đã cố gắng giành lại ảnh hưởng của mình đối với người Cossack (đáng chú ý là Hiệp định Hadiach năm 1658), các thần dân Cossack mới thậm chí còn bị Nga thống trị nhiều hơn. Quốc gia hetman bước vào một tình hình chính trị mới khác xa so với khi nằm trong Thịnh vượng chung, và giáo hội phụ thuộc nhiều hơn vào sa hoàng. Nga có một tập quán truyền thống là bỏ tù cũng như hành quyết các ủy viên Chính thống giáo, điều này xa lạ với những người thuộc Thịnh vượng chung. Với việc Thịnh vượng chung ngày càng suy yếu, người Cossack ngày càng hội nhập sâu hơn vào Đế quốc Nga, khi quyền tự trị và đặc quyền của họ bị xói mòn. Tàn dư của những đặc quyền này dần dần bị bãi bỏ do hậu quả của Đại chiến phương Bắc (1700-1721), do khi đó hetman Ivan Mazepa đứng về phía Thụy Điển. Vào thời điểm phân chia Ba Lan lần cuối vào năm 1795, nhiều người Cossack đã rời Ukraina để định cư tại Kuban và họ bị Nga hóa trong quá trình đó.
Các nguồn có khác nhau về thời điểm cuộc nổi dậy kết thúc. Các nguồn của Nga và Ba Lan đưa ra mốc kết thúc cuộc nổi dậy là năm 1654, chỉ ra Hiệp định Pereyaslav là kết thúc chiến tranh; Các nguồn Ukraina cho là ngày Khmelnytsky mất vào năm 1657; và một số nguồn Ba Lan đưa ra niên đại là năm 1655 và trận Jezierna hoặc Jeziorna (tháng 11 năm 1655). Có một số trùng lặp giữa giai đoạn cuối của cuộc khởi nghĩa và thời kỳ bắt đầu của Chiến tranh Nga-Ba Lan (1654–1667), khi quân Cossack và Nga trở thành đồng minh.

## Thương vong
Các ước tính về số người chết trong cuộc khởi nghĩa Khmelnytsky là khác nhau, cũng như nhiều sự kiện khác từ thời đại được phân tích theo nhân khẩu học lịch sử. Khi các nguồn và phương pháp tốt hơn trở nên có sẵn, các ước tính như vậy có thể được sửa đổi liên tục. Tổn thất dân số của toàn bộ dân số Thịnh vượng chung trong những năm 1648–1667 (giai đoạn bao gồm Cuộc khởi nghĩa, cũng như Chiến tranh Ba Lan-Nga và cuộc xâm lược của Thụy Điển) được ước tính là 4 triệu (giảm khoảng từ 11-12 triệu xuống 7–8 triệu).

### Thảm sát

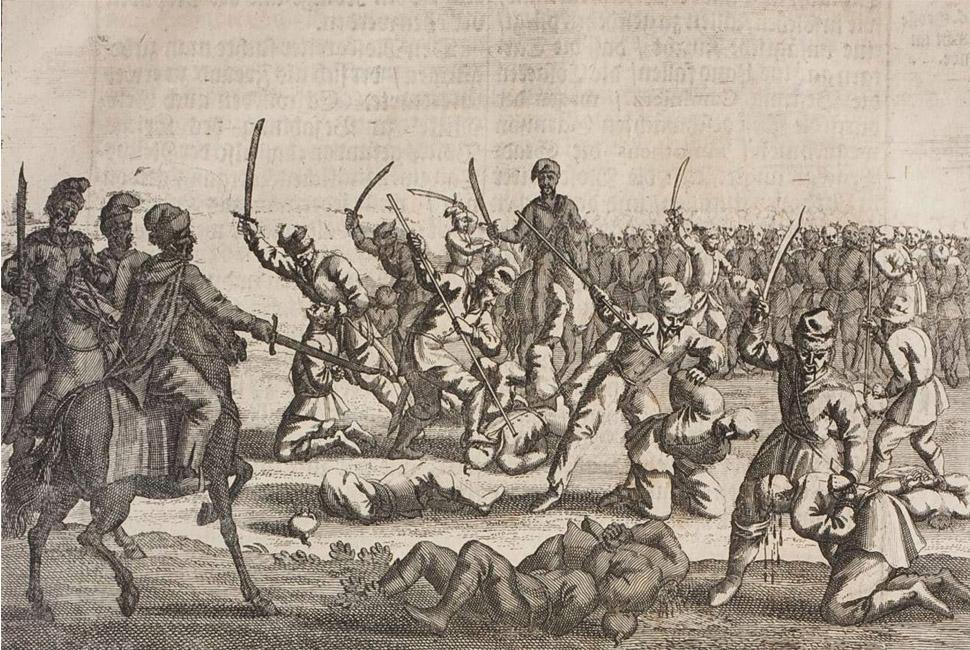
Thảm sát 3.000–5.000 tù binh Ba Lan sau trận Batih năm 1652.

Trước cuộc khởi nghĩa của Khmelnytsky, các đại quý tộc đã bán và cho thuê một số đặc quyền nhất định cho các arendator, nhiều người trong số họ là người Do Thái, những người kiếm tiền từ việc thu thuế cho các đại quý tộc bằng cách nhận phần trăm lợi tức của đất đai. Do không trực tiếp giám sát các khu đất của mình, các đại quý tộc đã để những người cho thuê và người thu thuế trở thành đối tượng căm thù của nông dân bị áp bức và cam chịu. Khmelnytsky nói với mọi người rằng người Ba Lan đã bán họ làm nô lệ "trong tay những người Do Thái đáng nguyền rủa." Điều này trở thành tiếng hô trong trận chiến của họ, người Cossack và tầng lớp nông dân đã tàn sát nhiều thị dân Do Thái và Ba Lan-Litva, cũng như szlachta trong những năm 1648–1649. Biên niên sử Nhân chứng (Yeven Mezulah) đương đại (thế kỷ 17) của Nathan ben Moses Hannover viết:
Bất cứ nơi nào họ tìm thấy szlachta, các quan chức hoàng gia hay người Do Thái, họ [Cossack] đều giết tất cả, không chừa phụ nữ hay trẻ em. Họ cướp bóc tài sản của người Do Thái và giới quý tộc, đốt phá nhà thờ và giết các linh mục của họ, không để lại gì nguyên vẹn. Sẽ là một cá nhân hiếm hoi trong những ngày đó không nhúng tay vào máu ...

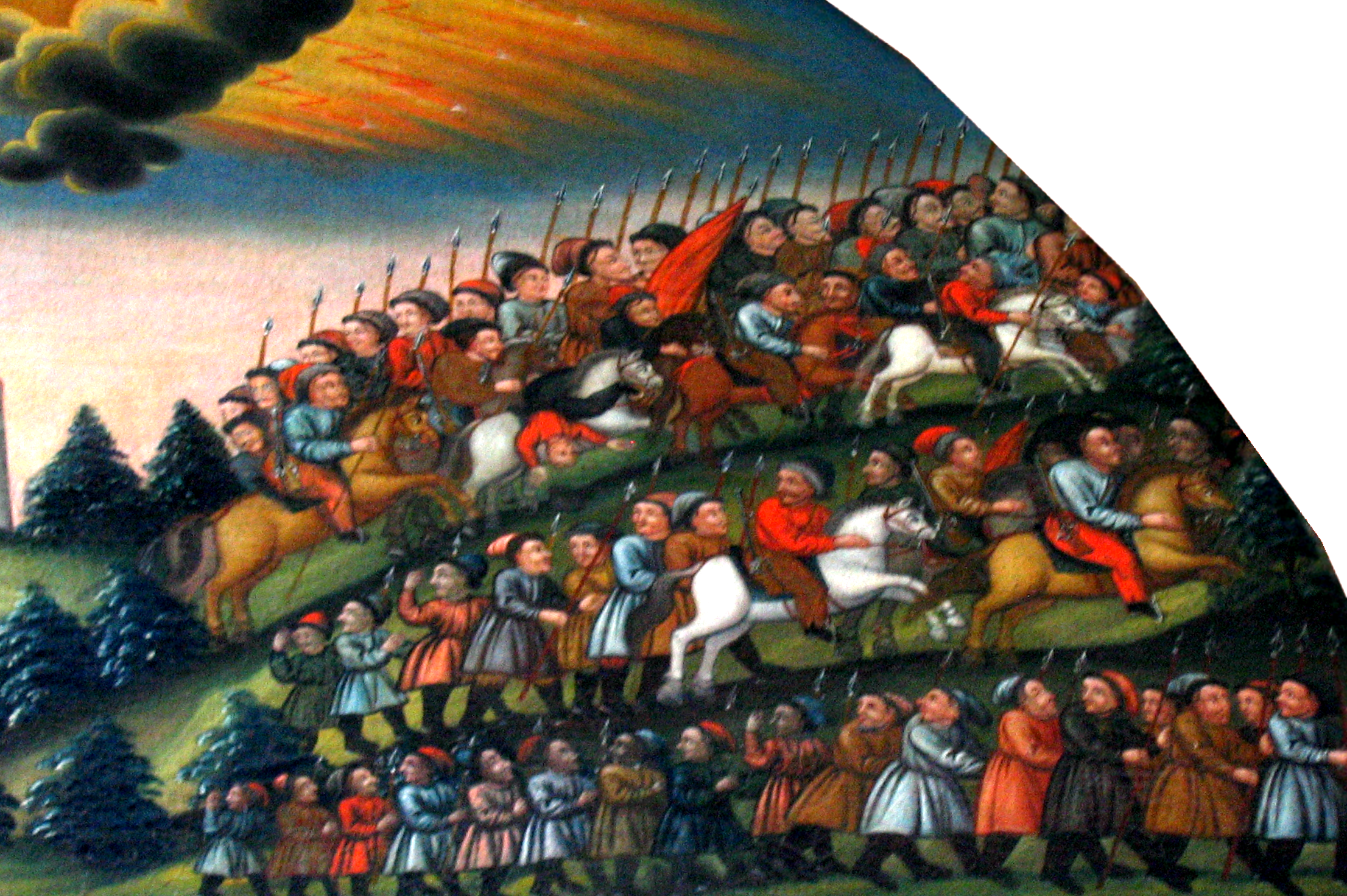
Quân Cossack vào năm 1648.

Trong khi người Cossack và nông dân (được gọi là pospolity) trong nhiều trường hợp là thủ phạm của các vụ thảm sát các thành viên szlachta của Ba Lan và những người cộng tác với họ, họ cũng phải chịu những tổn thất nhân mạng khủng khiếp do sự trả thù của Ba Lan, các cuộc tấn công của người Tatar, nạn đói, bệnh dịch và tàn phá tổng thể do chiến tranh.
Ở giai đoạn đầu của cuộc khởi nghĩa, quân đội của đại quý tộc Jeremi Wiśniowiecki, trên đường rút lui về phía tây đã tiến hành trả thù khủng khiếp đối với dân thường, để lại tàn tích là các thị trấn và làng mạc bị đốt cháy. Ngoài ra, các đồng minh Tatar của Khmelnytsky thường liên tục tấn công dân thường, bất chấp sự phản đối của người Cossack. Sau khi liên minh của người Cossack với nước Nga Sa hoàng được thành lập, các cuộc tấn công của người Tatar trở nên không kiềm chế được; cùng với bùng phát nạn đói, chúng dẫn đến tình trạng giảm dân số trên toàn bộ các khu vực của đất nước. Mức độ của thảm kịch có thể được minh họa bằng một báo cáo của một sĩ quan Ba Lan thời đó, mô tả sự tàn phá:
Tôi ước tính rằng chỉ riêng số trẻ sơ sinh được tìm thấy chết dọc đường và trong các lâu đài lên tới 10.000. Tôi ra lệnh chôn chúng ngoài đồng và chỉ riêng một ngôi mộ đã chứa hơn 270 xác... Tất cả những đứa trẻ sơ sinh đều chưa đầy một tuổi vì những đứa lớn hơn bị bắt đi nuôi nhốt. Những người nông dân sống sót đi lang thang thành từng nhóm, khóc than về bất hạnh của họ.

## Trong văn hóa đại chúng
Cuộc khởi nghĩa có ảnh hưởng lớn đến Ba Lan và Ukraina. Bằng Lửa và Gươm  là một tiểu thuyết viễn tưởng lịch sử, lấy bối cảnh vào thế kỷ 17 tại Thịnh vượng chung Ba Lan-Litva trong Cuộc khởi nghĩa Khmelnytsky. Bằng Lửa và Gươm cũng là một bộ phim chính kịch lịch sử của Ba Lan do Jerzy Hoffman đạo diễn. Phim dựa trên tiểu thuyết cùng tên, là phần đầu tiên trong bộ ba tác phẩm của Henryk Sienkiewicz.